# Premi Internacional Luis Valtueña de Fotografia Humanitària
El Premi Internacional de Fotografia Humanitària Luis Valtueña és convocat anualment a l'Estat Espanyol per Metges del Món. El premi ret homenatge al fotògraf Luis Valtueña i els cooperants Flors Sirera, Manuel Madrazo, assassinats quan treballaven amb Metges del Món a Ruanda el 1997, i Mercedes Navarro, assassinada a Bòsnia el 1995 quan col·laborava amb aquesta organització. Luis Valtueña era fotògraf professional i treballava a l'Estat Espanyol per a l'Agència Cover. El premi pretén fomentar valors humanitaris i servir de testimoniatge i denúncia de les situacions en què es troben les grups més vulnerables del món.
La primera edició va tenir lloc el 1998, premiant fotografies de l'any anterior.

## Llista de guardonats
- 2015 (XVIII): José Palazón[3]
- 2014 (XVII): Niclas Hammarström[4]
- 2013 (XVI): Olmo Calvo[5]
- 2012 (XV): Alessandro Grassani[6]
- 2011 (XIV): Fernando Moleres[2]
- 2010 (XIII): Francesco Cocco (revocat)[7]
- 2009 (XII): Andrew MacConnell[8]
- 2008 (XI): Giovanni Marrozzini[9]
- 2007 (X): Yannis Kontos[10]
- 2006 (IX): Javier Teniente i Javier Arcenillas[11]
- 2005 (VIII): Kurt Tong[12]
- 2004 (VII): Javier Teniente[13]
- 2003 (VI): Enrique Pimoulier[14]
- 2002 (V): Luis Guillermo Quintanal[15]
- 2001 (IV): Ángel López Soto[16]
- 2000 (III): Jorge Simao[17]
- 1999 (II): Enrique Pimoulier[14]
- 1998 (I): Luis Sánchez Dávila[17]